# Dick Van Dyke
Dick Van Dyke (født Richard Wayne Van Dyke; 13. december 1925) er en amerikansk skuespiller, komiker, sanger og danser. Han har haft lang karriere inden for film, fjernsyn og teater, der strækker sig over flere årtier. 
Nogle af hans roller inkluderer hans portræt af Bert i den klassiske Disney-film Mary Poppins (1964), for hvilken han modtog en Golden Globe-pris, og hans hovedrolle som Rob Petrie i tv-sitcom'en The Dick Van Dyke Show (1961-1966), der medførte flere Emmy-priser. Han har også medvirket i film som Chitty Chitty Bang Bang (1968) og Nat på museet (2006) og dens efterfølgere.
Dick Van Dykes er også en sanger og danser. Han har sunget i forskellige teaterproduktioner og musikalfilm. Derudover har han modtaget anerkendelse for sit bidrag til underholdningsindustrien, herunder en Screen Actors Guild Lifetime Achievement Award og optagelse i Television Hall of Fame.

## Filmografi

### Film
| År   | Original titel                                              | Rolle                              | Noter          | Dansk titel                                |
| ---- | ----------------------------------------------------------- | ---------------------------------- | -------------- | ------------------------------------------ |
| 1963 | Bye Bye Birdie                                              | Albert F. Peterson                 |                | Bye Bye Birdie                             |
| 1964 | What a Way to Go!                                           | Edgar Hopper                       |                |                                            |
| 1964 | Mary Poppins                                                | Bert / Id. Dawes úr                |                | Mary Poppins                               |
| 1965 | The Art of Love                                             | Paul Sloane / Toulouse aka Picasso |                |                                            |
| 1966 | Lt. Robin Crusoe, U.S.N.                                    | Lt. Robin Crusoe                   |                |                                            |
| 1967 | Divorce American Style                                      | Richard Harmon                     |                |                                            |
| 1967 | Fitzwilly                                                   | Claude R. Fitzwilliam              |                |                                            |
| 1968 | Never a Dull Moment                                         | Jack Albany                        |                |                                            |
| 1968 | Chitty Chitty Bang Bang                                     | Caractacus Potts                   |                |                                            |
| 1969 | Some Kind of a Nut                                          | Fred Amidon                        |                |                                            |
| 1969 | The Comic                                                   | Billy Bright                       |                |                                            |
| 1971 | Cold Turkey                                                 | Rev. Clayton Brooks                |                |                                            |
| 1975 | Tubby the Tuba                                              | Tubby the Tuba (dubbing)           |                |                                            |
| 1979 | The Runner Stumbles                                         | Father Brian Rivard                |                |                                            |
| 1990 | Dick Tracy                                                  | D.A. Fletcher                      |                |                                            |
| 2001 | Walt: The Man Behind the Myth                               | Narrator (dubbing)                 |                |                                            |
| 2005 | Batman: New Times                                           | Commissioner Gordon (dubbing)      |                |                                            |
| 2006 | Curious George                                              | Mr. Bloomsberry (dubbing)          |                |                                            |
| 2006 | Night at the Museum                                         | Cecil Fredricks                    |                | Nat på museet                              |
| 2009 | Night at the Museum: Battle of the Smithsonian              | Cecil Fredricks                    | törölt jelenet | Nat på museet 2                            |
| 2014 | Alexander and the Terrible, Horrible, No Good, Very Bad Day | ham selv                           |                |                                            |
| 2014 | Night at the Museum: Secret of the Tomb                     | Cecil Fredricks                    |                | Nat på museet 3: Gravkammerets hemmelighed |
| 2015 | Merry Xmas                                                  | Apa                                | rövidfilm      |                                            |
| 2017 | If You're Not in the Obit, Eat Breakfast                    | ham selv                           | dokumentumfilm |                                            |
| 2018 | Buttons                                                     | váratlan látogató                  | Musical        |                                            |
| 2018 | [Mary Poppins Returns                                       | Ifj. Dawes úr                      | [ 4 ]          | Mary Poppins vender tilbage                |

### Tv
| År        | Original titel                            | Rolle                                 | Noter                                                                    | Dansk titel |
| --------- | ----------------------------------------- | ------------------------------------- | ------------------------------------------------------------------------ | ----------- |
| 1955–1956 | The Morning Show                          | Házigazda                             | CBS                                                                      |             |
| 1956      | CBS Cartoon Theatre                       | Házigazda                             |                                                                          |             |
| 1956–1957 | To Tell the Truth                         | Panelist                              | 5 episoder                                                               |             |
| 1957–1958 | The Phil Silvers Show                     | Pvt. Lumpkin / Pvt. "Swifty" Bilko    | 2 episoder                                                               |             |
| 1958      | The Chevy Showroom Starring Andy Williams | ham selv                              |                                                                          |             |
| 1958–1959 | Mother's Day                              | Házigazda                             |                                                                          |             |
| 1959      | Laugh Line                                | Házigazda                             | három hónapig                                                            |             |
| 1961–1966 | The Dick Van Dyke Show                    | Rob Petrie + mások                    | 158 episoder                                                             |             |
| 1969      | Dick Van Dyke and the Other Woman         | ham selv                              | Special (Mary Tyler Moore-ral)                                           |             |
| 1970      | Dick Van Dyke Meets Bill Cosby            | ham selv                              | Special (Bill Cosby-val)                                                 |             |
| 1971–1974 | The New Dick Van Dyke Show                | Dick Preston                          | 72 episoder                                                              |             |
| 1973      | The New Scooby-Doo TV-films               | ham selv (dubbing)                    | episoder: "The Haunted Carnival"                                         |             |
| 1974      | Julie and Dick at Covent Garden           | ham selv                              | Special (with Julie Andrews)                                             |             |
| 1974      | Columbo                                   | Paul Galesko                          | Sæson fire (1974–1975), 6 episoder"                                      | Columbo     |
| 1974      | The Morning After                         | Charlie Lester                        | TV-film                                                                  |             |
| 1976      | Van Dyke and Company                      | ham selv                              | Variety series                                                           |             |
| 1976      | Lola!                                     | Cast member                           | Series                                                                   |             |
| 1977      | The Carol Burnett Show                    | Cast member                           | 11 episoder                                                              |             |
| 1979      | Supertrain                                | Waldo Chase                           | episoder: "And a Cup of Kindness Too"                                    | Supertrain  |
| 1981      | True Life Stories                         | Charlie                               | Documentary                                                              |             |
| 1981      | Harry's Battles                           | Harry Fitzsimmons                     | Unsold half-hour pilot[kilde mangler]                                    |             |
| 1981      | How to Eat Like a Child                   | ham selv                              | Special                                                                  |             |
| 1982      | The Country Girl                          | Frank Elgin                           | TV-film                                                                  |             |
| 1982      | Drop-Out Father                           | Ed McCall                             | TV-film                                                                  |             |
| 1983      | CBS Library                               | Father (dubbing)                      | episoder: "Wrong Way Kid"                                                |             |
| 1983      | Found Money                               | Max Sheppard                          | TV-film                                                                  |             |
| 1984      | Donald Duck's 50th Birthday               | ham selv / Házigazda                  | Special                                                                  |             |
| 1985      | American Playhouse                        | Les Dischinger                        | episoder: "Breakfast with Les and Bess"                                  |             |
| 1986      | Strong Medicine                           | Sam Hawthorne                         | TV-film                                                                  |             |
| 1986      | Matlock                                   | Carter Addison                        | episoder: "The Judge"                                                    |             |
| 1987      | GHázigazda of a Chance                    | Bill Nolan                            | TV-film                                                                  |             |
| 1987      | Highway to Heaven                         | Wally Dunn                            | episoder: "Wally"                                                        |             |
| 1987      | Airwolf                                   | Malduke                               | episoder: "Malduke"                                                      |             |
| 1988      | The Van Dyke Show                         | Dick Burgess                          | 10 episoder                                                              |             |
| 1989      | The Golden Girls                          | Ken                                   | episoder: "Love Under the Big Top"                                       |             |
| 1990      | Matlock                                   | Carter Addison                        | episoder: "The Kidnapper" (stock footage from episoder "The Judge")      |             |
| 1991      | Daughters of Privilege                    | Buddy Keys                            | TV-film                                                                  |             |
| 1991      | Jake and the Fatman                       | Dr. Mark Sloan                        | episoder: "It Never Entered My Mind" (Próbaepisoder Diagnosis Murdernek) |             |
| 1992      | Diagnosis of Murder                       | Dr. Mark Sloan                        | Diagnosis Murder TV-film                                                 |             |
| 1992      | The House on Sycamore Street              | Dr. Mark Sloan                        | Diagnosis Murder TV-film                                                 |             |
| 1993      | The Town Santa Forgot                     | Narrator / Old Jeremy Creek (dubbing) | Special                                                                  |             |
| 1993      | A Twist of the Knife                      | Dr. Mark Sloan                        | Diagnosis Murder TV-film                                                 |             |
| 1993–2001 | Diagnosis: Murder                         | Dr. Mark Sloan                        | Főszerep (178 episoder); executive producer (137 episoder)               |             |
| 1993      | Coach                                     | Luthor Van Dam's Cousin (uncredited)  | episoder: "Christmas of the Van Damned"[kilde mangler]                   |             |
| 1999      | Becker                                    | Fred Becker                           | episoder: "Becker the Elder" (episoder 13)                               |             |
| 2000      | Sabrina the Teenage Witch                 | Duke                                  | episoder: "Welcome Back, Duke"                                           |             |
| 2002      | A Town Without Pity                       | Dr. Mark Sloan                        | Diagnosis Murder TV-film                                                 |             |
| 2002      | Without Warning                           | Dr. Mark Sloan                        | Diagnosis Murder TV-film                                                 |             |
| 2003      | The Gin Game                              | Weller Martin                         | TV-film                                                                  |             |
| 2003      | The Alan Brady Show                       | Webb (dubbing)                        | Special                                                                  |             |
| 2003      | Scrubs                                    | Dr. Townshend                         | episoder: "My Brother, My Keeper"                                        |             |
| 2004      | The Dick Van Dyke Show Revisited          | Rob Petrie                            | Special                                                                  |             |
| 2006      | Murder 101                                | Dr. Jonathan Maxwell                  | TV-film                                                                  |             |
| 2007      | Murder 101: If Wishes Were Horses         | Dr. Jonathan Maxwell                  | TV-film                                                                  |             |
| 2007      | Murder 101: College Can Be Murder         | Dr. Jonathan Maxwell                  | TV-film                                                                  |             |
| 2008      | Murder 101: The Locked Room Mystery       | Dr. Jonathan Maxwell                  | TV-film                                                                  |             |
| 2011      | Hollywood Treasure                        | ham selv                              | episoder: "Chitty Chitty Bid Bid"                                        |             |
| 2012      | The Doctors                               | ham selv                              | Talk show                                                                |             |
| 2012      | Fun with Dick and Jerry Van Dyke          | ham selv                              | TV-film                                                                  |             |
| 2013      | Brody Stevens: Enjoy It!                  | ham selv                              | episoder: "Born in the Valley; Hollywood Finale"                         |             |
| 2014      | 'Signed, Sealed, Delivered                | Kenneth Brandt                        | 2 episoder                                                               |             |
| 2014      | Mickey Mouse Clubhouse                    | Captain Goof-Beard (dubbing)          | episoder: "Mickey's Pirate Adventure"                                    |             |
| 2015      | The Middle                                | Dutch Spence                          | episoder: "Two of a Kind"                                                |             |